# Como perro y gato
«Como perro y gato» es el quinto sencillo oficial de la telenovela juvenil, Sueña conmigo. Es interpretado por la actriz y cantante, Eiza González. 
Su lanzamiento oficial fue en febrero de 2011 en Nickelodeon Latinoamérica y a partir del 21 de febrero de 2011 el video también se puede ver en MTV, donde la canción ha logrado adquirir bastante popularidad.

## Video
El video inicia con Clara (Eiza González) bailando con varios bailarines, y a la vez muestran que está dando un concierto junto a Control Remoto. Posteriormente muestran que en una fiesta que Clara y Luca (Santiago Ramundo) se cruzan y se detienen al verse, debido a que no se llevan bien. Entonces Clara comienza a cantar expresando lo que siente al ver a Luca, que son Como perro y gato. Finalmente Clara al terminar de cantar se aleja y Luca la queda observando.